# Гаузы

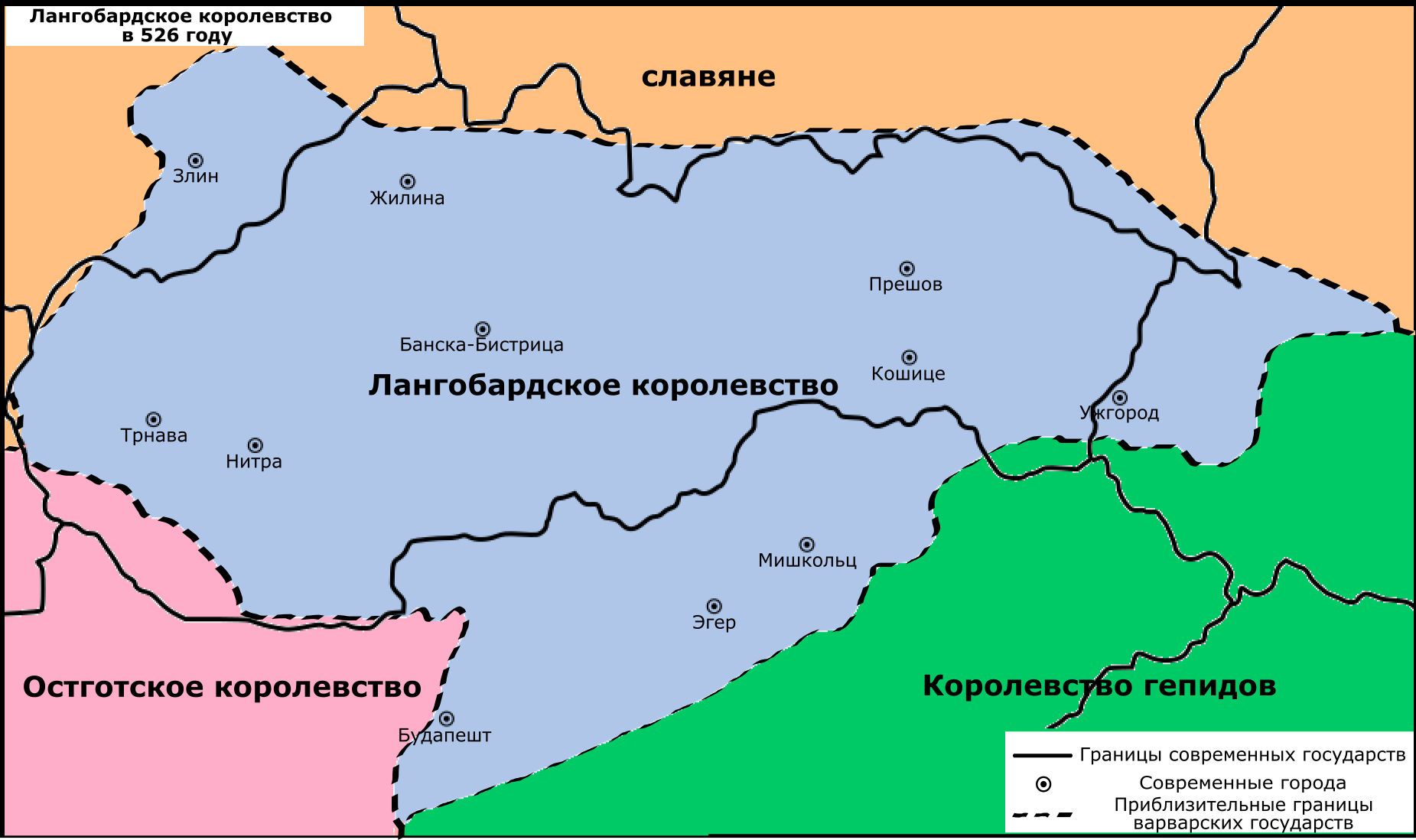
Лангобардское королевство в Паннонии к 526 году

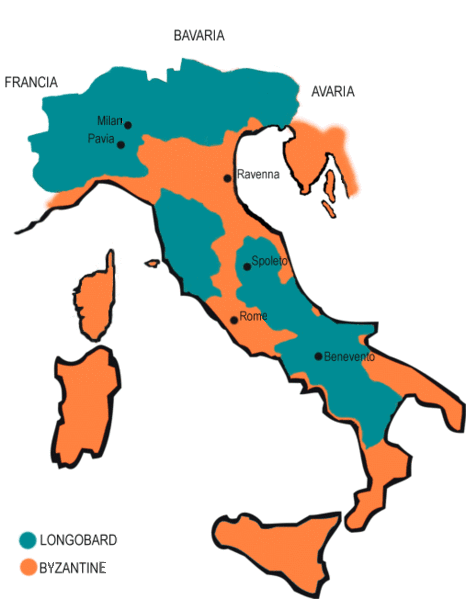
Лангобардское королевство в Италии к 572 году

Гаузы (Гаузус; лат. Gausen, Gausus, Gausi) — знатный лангобардский род, несколько представителей которого занимали престол Лангобардского королевства.
О роде Гаузы известно из нескольких раннесредневековых исторических источников, в первую очередь из пролога к своду законов, изданного в 643 году королём Ротари. Между 688 и 694 годами этот текст был переработан анонимным автором в трактат, получивший название «Происхождение народа лангобардов». Ещё одна версия этого текста — «Historia langobardorum Codicis Gothani» — была сделана в начале IX века. Значительно большее число источников освещает деятельность представителей рода Гаузов. Среди таких трудов: «Война с готами» Прокопия Кесарийского, «История франков» Григория Турского, сочинения Иоанна Бикларийского, Мария Аваншского, Венанция Фортуната и Менандра Протектора, «История» Феофилакта Симокатты, «Австразийские письма», «История лангобардов» и «Римская история» Павла Диакона, «Книга об архиепископах Равенны» Агнелла Равеннского и другие.
Согласно этим источникам, первые свидетельства о Гаузах относятся к началу VI века. Тогда один из представителей этого рода, имя которого неизвестно, но который в трактате «Historia langobardorum Codicis Gothani» упоминается как «король Писса» (лат. Pissae regis), входил в число наиболее приближённых к королю Вахо лиц. Какой статус эта персона имела в Лангобардском королевстве, точно не известно. Предполагается, что «король Писса» принадлежал к высшим кругам лангобардской знати, что позволило ему жениться на Мении, вдове короля тюрингов Бизина и матери лангобардской королевы Раникунды. Сыном Мении и её второго супруга был Аудоин, в 546 году сам ставший королём лангобардов и таким образом основавший новую династию правителей лангобардов. Ему наследовал его сын Альбоин, в 568 году возглавивший вторжение лангобардов в Византийскую Италию.
Для укрепления своей власти Аудоин и Альбоин заключили несколько династических браков. Первый из них был женат на тюрингке Роделинде (возможно, дочери короля Герменефреда и племяннице короля остготов Теодориха Великого), а второй — сначала на Хлодозинде из династии Меровингов, затем на гепидке Розамунде. С гибелью Альбоина в 572 или 573 году пресеклась королевская линия Гаузов. Его вдова Розамунда, организовавшая убийство супруга, бежала вместе с падчерицей Альбсвиндой, единственной дочерью Альбоина, в Византию.
К Гаузам принадлежали герцоги Фриуля Гизульф I и Гразульф I, в источниках называющиеся племянниками Альбоина. Предполагается, что неизвестный по имени отец Гизульфа I и Гразульфа I был младшим сыном короля Аудоина. Потомки Гразульфа I до приблизительно 653 года правили Фриульским герцогством, в 646—806 годах — Беневентским герцогством, а в 662—671 годах два члена этого рода — Гримоальд и Гарибальд — занимали престол Лангобардского королевства. Последним мужским представителем этой ветви рода Гаузы был умерший в 806 году Гримоальд III.
Некоторые исследователи возводят этимологию названия рода Гаузы или к имени бога Гаута, или к названию древнегерманского племени гаутов.
На основании свидетельств средневековых источников современные историки пришли к выводу, что уже в начале VI века род Гаузы был одним из наиболее знатных семей Лангобардского королевства. Высказывается мнение, что ранее его представители могли быть подданными короля тюрингов и прибыть к лангобардам только на рубеже V—VI веков. Однако такое предположение вызывает сомнение из-за отсутствия достаточно надёжных подтверждений его истинности в источниках.
Первоначально язычники, уже к середине VI века Гаузы, как и другие лангобарды, приняли христианство в его арианской форме. Этого вероисповедания они придерживались, по крайней мере, до второй половины VII века. Однако начиная со времён беневентского герцога Ромуальда I представители рода Гаузы упоминаются в источниках только как сторонники ортодоксии.
Родословие Гаузов
I. NN — первый известный представитель рода Гаузы; упоминается как «король Писса». Брак: Мения (умерла после 510 года), вдова короля тюрингов Бизина.
II. Аудоин (умер около 566) — король лангобардов (с 546 года). Брак: Роделинда, возможно, дочь короля тюрингов Герменефреда и племянница короля остготов Теодориха Великого.
III. Альбоин (убит 28 июня 572 или 573 года) — король лангобардов (около 566—572/573). Браки: 1. Хлодозинда (около 540 — около 565), дочь короля франков Хлотаря I; 2. Розамунда (убита в 572 или 573), дочь короля гепидов Кунимунда.
IV. Альбсвинда (умерла после 573)
III. NN
IV. Гизульф I (умер не позднее 581) — первый герцог Фриуля (569 — не позднее 581).
IV. Гразульф I (умер в 590) — герцог Фриуля (не позднее 581—590).
V. Гизульф II (погиб в 610) — герцог Фриуля (590—610). Брак: Ромильда.
VI. Тасо (погиб в 610-е или 620-е годы) — герцог Фриуля (610—610-е/620-е).
VI. Какко (погиб в 610-е или 620-е годы) — герцог Фриуля (610—610-е/620-е).
VI. Радоальд (умер в 651) — герцог Беневенто (646—651); усыновлён Арехисом I.
VI. Гримоальд (умер в 671) — герцог Беневенто (651—662), король лангобардов (662—671).
VII. Гарибальд — король лангобардов (671).
VII. Ромуальд I (умер в 687) — герцог Беневенто (662—687). Брак: Теодрада, дочь герцога Фриуля Лупа.
VIII. Гримоальд II (умер около 689) — герцог Беневенто (687 — около 689). Брак: Вигилинда.
VIII. Гизульф I (умер в 706) — герцог Беневенто (около 689—706). Брак: Виниперга.
IX. Ромуальд II (умер в 732) — герцог Беневенто (706—732). Браки: 1. Гумперга; 2. Ранигунда.
X. Гизульф II (умер в 749) — герцог Беневенто (743—749). Брак: Скауниперга.
XI. Лиутпранд (умер после 758) — герцог Беневенто (749—758).
XII. Арехис II (умер в 787) — правитель Беневенто (758—787; до 774 года — герцог, затем князь). Брак: Адельперга.
XIII. Гримоальд III (умер в 806) — князь Беневенто (788—806).
V. Гразульф II (умер около 653) — герцог Фриуля (610-е/620-е — около 653).

## Комментарии
1. ↑  В трудах средневековых авторов сообщается, что Гаузы были третьей королевской династией лангобардов. До них престол занимали сначала Гугинги, затем Летинги, после них — сначала Белеи, а потом представители Баварской династии[7].